# Kazimierz Kowalski (rotmistrz)
Kazimierz Kowalski (ur. 18 lipca 1894 w Krzywej, zm. 23 stycznia 1919 w Przemyślu) – podporucznik kawalerii Wojska Polskiego, kawaler Orderu Virtuti Militari.

## Życiorys
Urodził się 18 lipca 1894 w Krzywej, w ówczesnym powiecie ropczyckim Królestwa Galicji i Lodomerii, w rodzinie Michała i Marii ze Staszewiczów.
22 sierpnia 1914 wstąpił do Legionów Polskich . Służył w 5. szwadronie 2 Pułku Ułanów . 28 czerwca 1916 został mianowany wachmistrzem . Za znakomite zachowanie się wobec nieprzyjaciela i inicjatywę w czasie walk w Królestwie i na Polesiu Wołyńskim odznaczony austriackim Złotym Medalem Waleczności, a 6 kwietnia 1917 przedstawiony do odznaczenia austriackim Krzyżem Wojskowym Karola .
W listopadzie 1918 w Dębicy wstąpił do organizującego się Pułku Strzelców Konnych, późniejszego 9 Pułk Ułanów Małopolskich. 8 grudnia 1918 jako chorąży byłych Legionów Polskich został formalnie przyjęty do Wojska Polskiego i mianowany podporucznikiem w kawalerii z dniem 1 marca 1918, a 14 grudnia tego otrzymał przydział do 5 Pułku Ułanów. W szeregach Pułku Strzelców Konnych walczył na wojnie z Ukraińcami dowodząc 1. szwadronem. Zmarł 23 stycznia 1919 w Przemyślu, w następstwie odniesionych ran. 27 sierpnia 1920 został pośmiertnie zatwierdzony z dniem 1 kwietnia 1920 w stopniu rotmistrza, w kawalerii, w grupie oficerów byłych Legionów Polskich.

## Ordery i odznaczenia
- Krzyż Srebrny Orderu Wojskowego Virtuti Militari nr 4231[11][12][13]
- Krzyż Niepodległości – pośmiertnie 6 czerwca 1931 „za pracę w dziele odzyskania niepodległości”[14][1]
- Złoty Medal Waleczności[2]